# Али Шен
Али Шен (на турски: Ali Şen) е турски филмов и театрален актьор. Баща е на турския киноартист Шенер Шен.
Започва актьорската си кариера на 36-годишна възраст с участие във филма „Ahretten Gelen Adam“ през 1954 г. Снимал се е общо в 331 филма. В България е познат с ролята на Мухтар от филма „Отмъщението на змиите“.